# David Clines
David John Alfred Clines (Sydney, 21 novembre 1938 – 8 dicembre 2022) è stato un biblista e docente australiano.
Professore emerito dell'Università di Sheffield, dal '92 al 2001 è stato membro del direttivo della casa editrice Sheffield Academic Press.

## Biografia
Laureatosi all'Università di Sydney, nel 1961 fu lettore di lingue orientali (aramaico ed ebraico) al St John's College di Cambridge
Nel 2003 fu eletto presidente della Society for Old Testament Study e, nel 2009, presidente della Society of Biblical Literature.
Insieme a David M. Gunn, Clines ha reso l'Università di Sheffield pioniera nell'interpretazione letteraria della forma finale del testo biblico. I seguaci di questo approccio vengono talvolta definiti "scuola di Sheffield".

## Riconoscimenti
- 2003: festschrift intitolato  Reading from Right to Left: Essays on the Hebrew Bible in Honour of David J.A. Clines, con il contributo di James Barr, John Barton, Joseph Blenkinsopp, Walter Brueggemann, Brevard Childs, Patrick D. Miller, Rolf Rendtorff, Hugh Williamson e Ellen van Wolde;
- 2013: festschrift intitolato Interested Readers: Essays on the Hebrew Bible in Honor of David J. A. Clines, wcon il contributo di Marc Zvi Brettler, Norman C. Habel e Athalya Brenner;
- 2015: Medaglia Burkitt della British Academy, con la seguente motivazione: «in riconoscimento del suo significativo contributo allo studio della Bibbia ebraica e della lessicografia ebraica».[8]